# 31 października
31 października jest 304. (w latach przestępnych 305.) dniem w kalendarzu gregoriańskim. Do końca roku pozostaje 61 dni.

## Święta
- Imieniny obchodzą: Alfons, Antonin, Augusta, Bega, Godzimir, Krzysztof, Krzysztofa, Kwintyn, Lucyla, Lucyliusz, Łukasz, Narcyz, Saturnin, Saturnina, Urban i Wolfgang
- dawn. Dziady (jesienne, słowiańskie święto upamiętniające zmarłych obchodzone w noc z 31 października na 1 listopada)
- Celtowie – wigilia Samhain
- Kambodża – Urodziny Króla
- Protestantyzm – Święto Reformacji (w rocznicę wystąpienia Marcina Lutra)
- Wiele krajów – Halloween (w wigilię Wszystkich Świętych)
- Międzynarodowe:
  - Światowy Dzień Oszczędzania[1] (z inicjatywy przedstawicieli największych europejskich banków w 1924 roku)
- Wspomnienia i święta w Kościele katolickim[2][3] obchodzą:
  - św. Alfons Rodríguez (jezuita)
  - bł. Irena Stefani (zakonnica)
  - św. Wolfgang z Ratyzbony (biskup)

## Wydarzenia w Polsce
- 1353 – Kapituła warmińska we Fromborku nadała Olsztynowi przywilej lokacyjny na prawie chełmińskim.
- 1517 – Sebastian z Felsztyna opublikował w Krakowie pierwszy w Polsce podręcznik notacji menzuralnej, oparty na teorii Franchinusa Gaffuriusa.
- 1660 – Poświęcono kościół św. Franciszka z Asyżu w Nysie.
- 1769 – W ratuszu w Białej podpisano akt utworzenia Rady Generalnej Stanów Skonfederowanych Konfederacji Barskiej.
- 1813 – VI koalicja antyfrancuska: w wyniku rosyjskiego bombardowania Gdańska spłonęły 132 spichrze na Wyspie Spichrzów.
- 1883 – Poświęcono kościół Wszystkich Świętych w Warszawie.
- 1901 – W Teatrze Miejskim w Krakowie (obecnie Teatr im. Juliusza Słowackiego) odbyła się prapremiera dramatu Dziady Adama Mickiewicza, w opracowaniu tekstu i w inscenizacji Stanisława Wyspiańskiego.
- 1918 – Założono Polską Agencję Telegraficzną.
- 1925 – Obszar na terenie Wolnego Miasta Gdańska na półwyspie Westerplatte został oficjalnie przekazany w bezterminowe i bezpłatne użytkowanie Polsce.
- 1926 – Założono Polski Związek Hokeja na Trawie.
- 1927 – Kazimierz Dolny odzyskał prawa miejskie utracone w 1869 roku[4].
- 1929 – Marszałek Ignacy Daszyński odmówił rozpoczęcia posiedzenia sesji budżetowej Sejmu RP z powodu obecności w gmachu parlamentu około 100-osobowej grupy uzbrojonych oficerów towarzyszących ministrowi spraw wojskowych Józefowi Piłsudskiemu. Posiedzenie zostało odroczone do 5 grudnia.
- 1930 – Premiera filmu Na Sybir w reżyserii Henryka Szaro.
- 1931 – Wszedł do służby okręt podwodny ORP „Wilk”.
- 1939 – Prezydent Rzeczypospolitej Władysław Raczkiewicz ogłosił amnestię dla byłych więźniów brzeskich.
- 1940 – Niemcy utworzyli getto żydowskie w Falenicy.
- 1942 – Z getta w Brzeżanach (obecnie Ukraina) wywieziono do obozu zagłady w Bełżcu około tysiąca Żydów.
- 1944 – 30 mil od Helu zatonął zbombardowany dzień wcześniej przez radzieckie lotnictwo niemiecki statek SS „Bremerhaven” z uchodźcami z Prus Wschodnich i rannymi żołnierzami. Spośród 3270 osób na pokładzie zginęło 470.
- 1960 – Premiera filmu Nikt nie woła w reżyserii Kazimierza Kutza.
- 1980 – W pożarze szpitala psychiatrycznego w Górnej Grupie koło Świecia zginęło 55 pacjentów, a 26 zostało ciężko poparzonych.
- 1985 – W fabryce w Świdniku z taśmy produkcyjnej zjechał ostatni motocykl WSK.
- 1997 – Zaprzysiężono rząd Jerzego Buzka.
- 2005 – Zaprzysiężono rząd Kazimierza Marcinkiewicza.
- 2009 – Trzech funkcjonariuszy Straży Granicznej zginęło w katastrofie śmigłowca PZL Kania podczas patrolowania granicy polsko-białoruskiej.

## Wydarzenia na świecie
- 475 – Romulus Augustulus został cesarzem zachodniorzymskim.
- 802 – Nicefor I został wybrany na cesarza bizantyńskiego.
- 1378 – Koronacja antypapieża Klemensa VII, która zapoczątkowała wielką schizmę zachodnią.
- 1465 – Została poświęcona bazylika San Nicola we włoskim Tolentino.
- 1503 – Rozpoczęło się konklawe, które następnego dnia wyniosło na tron papieski Juliusza II jako następcę Piusa III.
- 1517 – Marcin Luter ogłosił w Wittenberdze swoich 95 tez.
- 1534 – Herkules II d’Este został księciem Ferrary i Modeny.
- 1587 – Zainaugurowała działalność biblioteka na najstarszym holenderskim Uniwersytecie w Lejdzie.
- 1589 – Za zamordowanie 16 osób został stracony w niemieckim Bedburgu domniemany wilkołak Peter Stumpp.
- 1639 – Wojna osiemdziesięcioletnia: zwycięstwo floty holenderskiej nad hiszpańską w bitwie na płyciźnie Downs.
- 1754 – W Nowym Jorku założono Uniwersytet Columbia (jako King’s College).
- 1756 – Giacomo Casanova zbiegł w nocy na 1 listopada z więzienia Piombi w weneckim Pałacu Dożów.
- 1793 – Na Placu Rewolucji w Paryżu ścięto na gilotynie 22 żyrondystów.
- 1803 – I wojna berberyjska: fregata USS „Philadelphia” weszła na rafę w zatoce portu w Trypolisie i nękana ogniem została zmuszona do kapitulacji.
- 1805 – III koalicja antyfrancuska: zakończyła się nierozstrzygnięta bitwa pod Caldiero.
- 1808 – Wojna na Półwyspie Iberyjskim: taktyczne zwycięstwo wojsk francuskich nad hiszpańskimi w bitwie pod Pancorbo.
- 1813 – VI koalicja antyfrancuska: zwycięstwo wojsk francuskich nad austriacko-bawarskimi w bitwie pod Hanau.
- 1817 – Ninkō został cesarzem Japonii.
- 1822 – Samozwańczy cesarz Meksyku Augustyn I (gen. Augustin de Iturbide) rozwiązał zdominowany przez opozycję parlament.
- 1837 – W Paryżu odbyła się premiera opery komicznej Piquillo z muzyką Hippolyte'a Monpou i librettem Alexandre’a Dumasa (ojca) i Gérarda de Nervala.
- 1848 – Wiosna Ludów w Cesarstwie Austriackim: upadło powstanie w Wiedniu.
- 1849:
  - Alphonse Henri d’Hautpoul został premierem Francji.
  - Została założona Królewska Akademia Sztuk Pięknych San Telmo w Maladze w Hiszpanii.
- 1852 – Henri de Brouckère został premierem Belgii.
- 1855 – Rodzina Rothschildów założyła w Wiedniu bank Creditanstalt.
- 1858 – W Cesarstwie Austriackim wycofano z obiegu srebrny talar Marii Teresy.
- 1862 – Spłonął doszczętnie zamek w Żytomierzu.
- 1864 – Nevada jako 36. stan przystąpiła do Unii.
- 1870 – Wojna francusko-pruska: w oblężonym przez Prusaków Paryżu doszło do wystąpienia ludowego przeciwko polityce Rządu Obrony Narodowej.
- 1873 – U wybrzeży Jamajki hiszpański okręt wojenny „Tornado” zatrzymał i następnie odholował na Kubę amerykański statek „Virginius”, wynajęty przez kubańskich powstańców do dostarczenia zaopatrzenia na wyspę. Po doraźnych procesach w Santiago de Cuba stracono 53 spośród 155 członków załogi i pasażerów. Kolejne egzekucje powstrzymała brytyjska interwencja zbrojna.
- 1886:
  - Niemiecki astronom Christian Peters odkrył planetoidę (261) Prymno.
  - W Porto otwarto Most Ludwika I.
- 1894 – W Paryżu zakończył się proces trzydziestu anarchistów.
- 1897 – W Norwegii odbyły się pierwsze zawody w biegu na orientację.
- 1899 – Niemieccy astronomowie Max Wolf i Arnold Schwassmann odkryli planetoidę Hamburga.
- 1903:
  - W Glasgow otwarto stadion Hampden Park.
  - W Paryżu rozpoczął się pierwszy Salon Jesienny.
- 1905 – Ponad 80 osób zginęło, a kilkaset zostało rannych podczas tłumienia demonstracji robotniczej w Mińsku.
- 1908 – W Londynie zakończyły się IV Letnie Igrzyska Olimpijskie.
- 1915 – W koreańskim Pusanie wyjechał na trasę pierwszy tramwaj elektryczny.
- 1917 – I wojna światowa: rozpoczęła się brytyjsko-turecka III bitwa o Gazę.
- 1918:
  - Węgry proklamowały niepodległość, co oznaczało rozpad Austro-Węgier.
  - W Budapeszcie, w trakcie zamieszek towarzyszących ogłoszeniu niepodległości, został zamordowany były premier Królestwa Węgier István Tisza.
- 1919 – Oddano do użytku pierwszą linię madryckiego metra.
- 1922 – Benito Mussolini został premierem Włoch.
- 1925 – Obalony przez wojsko 4 lata wcześniej Ahmad Szah, ostatni szach Persji z dynastii Kadżarów, został formalnie pozbawiony władzy przez Zgromadzenie Narodowe, które zaoferowało koronę Rezie Szahowi z dynastii Pahlawich.
- 1926 – W Bolonii 15-letni anarchista Anteo Zamboni otworzył ogień w kierunku limuzyny Benito Mussoliniego, po czym został schwytany i zlinczowany przez faszystowskich bojówkarzy.
- 1933 – Otwarto Port Hajfa.
- 1940 – Zakończyła się bitwa o Anglię.
- 1941 – Na Mount Rushmore w Dakocie Południowej zakończono 14-letnie prace nad wykutym w skale monumentem przedstawiającym głowy czterech prezydentów USA.
- 1942 – Piosenka White Christmas w wykonaniu Binga Crosby’ego trafiła na pierwsze listy przebojów tygodnika „Billboard” i pozostawała na nim przez kolejnych 11 tygodni.
- 1944:
  - Do Wellington w Nowej Zelandii przybyła na pokładzie amerykańskiego okrętu wojennego grupa 733 polskich sierot po zesłańcach syberyjskich.
  - Po wycofaniu wojsk niemieckich i ucieczce włoskich urzędników jugosłowiańscy partyzanci zajęli Zadar (wł. Zara), będący od 1920 roku wraz z sąsiednimi miejscowościami włoską enklawą.
- 1950 – Założono Uniwersytet Techniczny w Kownie.
- 1952 – W Boliwii wydano dekret o nacjonalizacji kopalń.
- 1956:
  - Kryzys sueski: francuskie i brytyjskie samoloty rozpoczęły bombardowanie egipskich celów wojskowych (operacja „Muszkieter”).
  - Samolot transportowy amerykańskiej marynarki wojennej C-47 Skytrain jako pierwszy wylądował na biegunie południowym.
- 1961:
  - W wyniku przejścia huraganu została całkowicie zniszczona stolica Hondurasu Brytyjskiego (obecnie Belize) Belize City.
  - Z Mauzoleum Lenina na Placu Czerwonym usunięto ciało Józefa Stalina.
- 1963 – W wyniku eksplozji gazu podczas łyżwiarskiego show Holiday on Ice w Indiana State Fairgrounds Coliseum w amerykańskim Indianapolis zginęły na miejscu lub zmarły w szpitalach 74 osoby, a ok. 400 odniosło obrażenia.
- 1967:
  - Rada Najwyższa ZSRR ustanawiła Order Rewolucji Październikowej.
  - W Pradze, podczas przerwy w dostawie prądu, odbyła się antykomunistyczna demonstracja około 1500 studentów ze świeczkami.
- 1968 – Wojna w Wietnamie: prezydent Lyndon B. Johnson wydał rozkaz wstrzymania bombardowania celów w Wietnamie Północnym.
- 1969 – W północnej Brazylii utworzono Park Narodowy Araguaia.
- 1970 – Po nieudanej próbie obalenia króla Jordanii Husajna I przez OWP, jej szef Jasir Arafat podpisał ugodę zwracając królowi wszystkie prawa. Arafat zgodził się na likwidację obozów szkoleniowych OWP w Jordanii, zabraniając swoim członkom noszenia broni. W efekcie z kraju wyjechało około 300 tys. palestyńskich uchodźców, osiedlając się w większości w Libanie.
- 1971 – Biskup Szenuda III został wybrany na patriarchę Koptyjskiego Kościoła Ortodoksyjnego.
- 1972 – Wojna wietnamska: amerykański śmigłowiec CH-47 Chinook został zestrzelony koło miasta My Tho w Wietnamie Południowym przez pocisk Strieła-2, w wyniku czego zginęło wszystkich 12 osób na pokładzie.
- 1973 – Trzech bojowników Prowizorycznej Irlandzkiej Armii Republikańskiej uciekło z więzienia Mountjoy w Dublinie przy pomocy uprowadzonego helikoptera, którego pilota ich wspólnicy zmusili do wylądowania na więziennym dziedzińcu.
- 1974:
  - Dokonano oblotu jugosłowiańskiego samolotu myśliwsko-szturmowego SOKO J-22 Orao.
  - Raszid as-Sulh został premierem Libanu.
- 1975:
  - Rozpoczęto budowę Hali Pamięci Czang Kaj-szeka w Tajpej.
  - Ukazał się singel Bohemian Rhapsody zespołu Queen.
- 1978:
  - Hiszpański parlament uchwalił nową konstytucję.
  - W Peru utworzono Rezerwat Narodowy Titicaca.
- 1979 – Podczas omyłkowego lądowania na zamkniętym pasie lotniska w mieście Meksyk rozbił się lecący z Los Angeles McDonnell Douglas DC-10 należący do Western Airlines, w wyniku czego zginęły 72 z 89 osób na pokładzie oraz jedna na ziemi.
- 1981 – Mir-Hosejn Musawi został premierem Iranu.
- 1982 – Jan Paweł II jako pierwszy w historii papież przybył z wizyta do Hiszpanii.
- 1984 – Premier Indii Indira Gandhi została zamordowana przez dwóch sikhów z jej osobistej ochrony.
- 1986 – Belgijski astronom Eric Walter Elst odkrył planetoidę Chopin.
- 1988 – Utworzono Park Narodowy Samoa Amerykańskiego.
- 1992:
  - Papież Jan Paweł II dokonał pełnej rehabilitacji Galileusza.
  - Rafik al-Hariri został premierem Libanu.
- 1993 – Otwarto Muzeum Czekolady w Kolonii.
- 1994:
  - 68 osób zginęło w katastrofie samolotu ATR 72 w amerykańskim stanie Indiana.
  - Na granicy stanów Kalifornia i Nevada utworzono Park Narodowy Doliny Śmierci.
- 1996 – 99 osób zginęło (w tym 3 na ziemi) w katastrofie brazylijskiego samolotu Fokker 100 w São Paulo.
- 1997 – Letsie III został koronowany na króla Lesotho.
- 1999 – 217 osób zginęło w katastrofie lecącego z Nowego Jorku do Kairu egipskiego Boeinga 767 na Atlantyku.
- 2000:
  - Na lotnisku w tajwańskim Taoyuan singapurski Boeing 747 usiłował wystartować z niewłaściwego pasa i zderzył się ze stojącymi na nim pojazdami, w wyniku czego zginęły 83 osoby, a 96 zostało rannych.
  - Rozpoczęła się pierwsza długoterminowa załogowa misja Sojuz TM-31 na Międzynarodową Stację Kosmiczną.
  - W katastrofie samolotu An-26 pod Mona Quimbundo w Angoli zginęły 44 osoby.
- 2002:
  - W meczu madagaskarskiej najwyższej ligi piłkarskiej AS Adema-SO de l’Emyrne padł rekordowy w historii piłki nożnej wynik 149:0. Wszystkie gole do własnej bramki strzelili piłkarze gości, protestując w ten sposób przeciwko ich zdaniem krzywdzącemu sędziowaniu w tym i poprzednich meczach.
  - W trzęsieniu ziemi we włoskich regionach Apulia i Molise zginęło 30 osób, kilkadziesiąt zostało rannych. Wszystkie ofiary śmiertelne pochodziły z miejscowości San Giuliano di Puglia, gdzie m.in. w zawalonej szkole zginęło 26 dzieci i nauczycielka.
  - Został odkryty Arche, jeden z księżyców Jowisza.
- 2003 – Abdullah Ahmad Badawi został premierem Malezji.
- 2004:
  - Odbyła się I tura wyborów prezydenckich na Ukrainie. Do II tury przeszli: urzędujący premier Wiktor Janukowycz i kandydat opozycji Wiktor Juszczenko.
  - Tabaré Vázquez wygrał w I turze wybory prezydenckie w Urugwaju.
- 2006:
  - Wystartował serwis internetowy LiveLeak.
  - Emerytowany pastor Roland Weisselberg dokonał na dziedzińcu klasztoru św. Augustyna w Erfurcie, aktu samospalenia w proteście przeciwko rozprzestrzenianiu się islamu na świecie.
- 2007 – Prezydent nieuznawanej Czeczeńskiej Republiki Iczkerii Doku Umarow ogłosił likwidację państwa i utworzenie w jego miejsce Emiratu Kaukaskiego.
- 2008 – Junus-biek Jewkurow został prezydentem Inguszetii.
- 2010:
  - 58 osób zginęło, a 78 zostało rannych w wyniku ataku terrorystów z Al-Ka’idy na kościół katolicki obrządku syryjskiego w Bagdadzie.
  - Dilma Rousseff wygrała w II turze wybory prezydenckie w Brazylii.
  - W referendum w Nigrze ponad 90% głosujących poparło projekt nowej konstytucji.
- 2011 – Wystrzelono chiński bezzałogowy statek kosmiczny Shenzhou 8.
- 2013 – César Villanueva został premierem Peru.
- 2014:
  - Podczas lotu próbnego nad pustynią Mojave w Kalifornii doszło do katastrofy pasażerskiego statku kosmicznego SpaceShipTwo firmy Virgin Galactic. Pierwszy pilot zdołał się katapultować, a drugi zginął.
  - Po fali protestów w Burkinie Faso prezydent Blaise Compaoré ustąpił z urzędu. Władzę w kraju przejął dowódca sił zbrojnych gen. Honoré Traoré.
- 2015 – 224 osoby zginęły na Synaju w katastrofie należącego do rosyjskich linii Metrojet Airbusa A321, lecącego z Szarm el-Szejk do Petersburga.
- 2016 – Michel Aoun został prezydentem Libanu.
- 2017 – 29-letmi Uzbek Sajfullo Saipow wjechał furgonetką na ścieżkę rowerową na Manhattanie w Nowym Jorku, zabijając 8 i raniąc 11 osób.
- 2018 – Na wyspie Sadhu w stanie Gudźarat w Indiach została odsłonięta najwyższa na świecie Statua Jedności (182 m), przedstawiająca Vallabhbhai Jhaverbhai Patela, polityka z okresu indyjskiej wallki o niepodległość.
- 2019 – 74 osoby zginęły, a 43 odniosły obrażenia w pożarze pociągu w pakistańskim mieście Lijakatpur.
- 2020 – Otwarto Port lotniczy Berlin Brandenburg.
- 2022 – Po wygaśnięciu kadencji prezydenta Libanu Michela Aouna oraz braku porozumienia w kwestii wyboru jego następcy, premier Nadżib Mikati rozpoczął pełnienie obowiązków głowy państwa do czasu wyboru nowego prezydenta.
- 2023 – Milojko Spajić został premierem Czarnogóry.

## Urodzili się
- 1291 – Philippe de Vitry, francuski kompozytor, teoretyk muzyki (zm. 1361)
- 1345 – Ferdynand I Burgundzki, król Portugalii (zm. 1383)
- 1391 – Edward I Aviz, król Portugalii (zm. 1438)
- 1412 – Ludwik I, hrabia Wirtembergii i Wirtembergii-Urach (zm. 1450)
- 1424 – Władysław III Warneńczyk, król Polski i Węgier (zm. 1444)
- 1451 – (między 25 sierpnia a 31 października) Krzysztof Kolumb, włoski żeglarz, odkrywca (zm. 1506)
- 1514 – Wolfgang Lazius, austriacki humanista, kartograf, historyk, lekarz, wykładowca akademicki (zm. 1565)
- 1531 – Ippolito de’ Rossi, włoski duchowny katolicki, biskup Pawii, kardynał (zm. 1591)
- 1598 – Alexander von Erskein, szwedzki urzędnik, dyplomata, kolekcjoner archiwaliów (zm. 1656)
- 1618 – Maria Anna od Jezusa z Paredes, ekwadorska tercjarka franciszkańska, święta (zm. 1645)
- 1620 – John Evelyn, angielski pisarz (zm. 1706)
- 1629 – Karol III Gonzaga, książę Mantui (zm. 1665)
- 1632 – (data chrztu) Johannes Vermeer, holenderski malarz (zm. 1675)
- 1636 – Ferdynand Maria, elektor Bawarii (zm. 1679)
- 1638 – (data chrztu) Meindert Hobbema, holenderski malarz (zm. 1709)
- 1686 – Senesino, włoski śpiewak (kastrat) (zm. 1758)
- 1696 – Maria Celeste Crostarosa, włoska zakonnica, mistyczka, założycielka redemptorystek, błogosławiona (zm. 1755)
- 1697 – Johann Christian Fiedler, niemiecki malarz (zm. 1765)
- 1705 – Klemens XIV, papież (zm. 1774)
- 1711 – Laura Bassi, włoska fizyk, filozof, anatom (zm. 1778)
- 1724 – Christopher Anstey, brytyjski prozaik, poeta (zm. 1805)
- 1732 – Jean Bardin, francuski malarz historyczny, pedagog (zm. 1809)
- 1740 – William Paca, amerykański prawnik, polityk (zm. 1799)
- 1744 – Christian Ernst Wünsch, niemiecki fizyk, matematyk (zm. 1828)
- 1750 – Andrzej Wapiński, polski kupiec, burmistrz Jarosławia (zm. 1807)
- 1760 – Hokusai Katsushika, japoński malarz, drzeworytnik (zm. 1849)
- 1761 – William Craik, amerykański polityk (zm. 1814)
- 1770 – Pierre Jean Baptiste Charles van der Aa, holenderski pisarz (zm. 1812)
- 1773 – François-Xavier-Joseph Droz, francuski historyk, filozof (zm. 1850)
- 1776 – Francis Locke, amerykański polityk, senator (zm. 1823)
- 1781 – Manuel Silvela y García de Aragón, hiszpański prawnik, filozof, pisarz, pedagog (zm. 1832)
- 1783 – Karl Kastner, niemiecki chemik (zm. 1857)
- 1785 – Georg Friedrich Kersting, niemiecki malarz (zm. 1847)
- 1793 – James Dunlop, australijski astronom, polityk pochodzenia szkockiego (zm. 1848)
- 1795 – John Keats, brytyjski poeta (zm. 1821)
- 1802:
  - Charlotta Napoleona Bonaparte, infantka hiszpańska (zm. 1839)
  - Benoît Fourneyron, francuski inżynier, konstruktor, przemysłowiec, wynalazca (zm. 1867)
- 1815:
  - Fritz von Farenheid, niemiecki arystokrata, kolekcjoner dzieł sztuki (zm. 1888)
  - Karl Weierstraß, niemiecki matematyk (zm. 1897)
- 1816:
  - Antoni Bonaparte, francuski polityk (zm. 1877)
  - Philo Remington, amerykański przemysłowiec, wynalazca, konstruktor broni strzeleckiej (zm. 1889)
- 1817 – Heinrich Graetz, niemiecki historyk pochodzenia żydowskiego (zm. 1891)
- 1818 – Jakub Rotwand, polski działacz społeczny, publicysta pochodzenia żydowskiego (zm. 1913)
- 1821 – Karel Havlíček Borovský, czeski dziennikarz, satyryk, tłumacz, polityk (zm. 1856)
- 1822 – Francis Frith, brytyjski fotograf, wydawca, podróżnik (zm. 1898)
- 1823:
  - František Demel, czeski duchowny katolicki, wikariusz generalny diecezji litomierzyckiej (zm. 1900)
  - Eugeniusz Janota, polski duchowny katolicki, animator ruchu turystycznego, germanista, taternik, przyrodnik, badacz folkloru góralskiego (zm. 1878)
- 1824 – Michaił Łoris-Mielikow, rosyjski generał-adiutant, polityk (zm. 1888)
- 1825:
  - Eugen Kvaternik, chorwacki polityk, prawnik, organizator i przywódca antyaustriackiego powstania w Rakovicy (zm. 1871)
  - Charles Lavigerie, francuski duchowny katolicki, biskup Nancy, arcybiskup Algieru i Kartaginy, kardynał (zm. 1892)
  - Maria Teresa Scherer, szwajcarska zakonnica, błogosławiona (zm. 1888)
- 1828 – Joseph Wilson Swan, brytyjski fizyk, chemik, wynalazca (zm. 1914)
- 1831 – Romualdo Pacheco, amerykański polityk, dyplomata pochodzenia meksykańskiego (zm. 1899)
- 1832 – Klemens Sarnicki, polski bazylianin, teolog, biblista, polityk (zm. 1909)
- 1835:
  - Adolf von Baeyer, niemiecki chemik, wykładowca akademicki,laureat Nagrody Nobla (zm. 1917)
  - Krišjānis Barons, łotewski pisarz, folklorysta (zm. 1923)
- 1838:
  - Ludwik I Bragança, król Portugalii (zm. 1889)
  - Heinrich Ernst Göring, niemiecki prawnik, dyplomata (zm. 1913)
  - Ludimar Hermann, niemiecki fizjolog, fonetyk (zm. 1914)
- 1839 – Hubert von Grashey, niemiecki psychiatra, wykładowca akademicki (zm. 1914)
- 1841 – Theodorus Colenbrander, holenderski ceramik, projektant tkanin (zm. 1930)
- 1843 – Henri Regnault, francuski malarz (zm. 1871)
- 1847 – Galileo Ferraris, włoski fizyk, inżynier, elektrotechnik (zm. 1897)
- 1850 – Juliusz Bielszowski, polski przedsiębiorca pochodzenia żydowskiego (zm. 1934)
- 1851 – Luiza Bernadotte, księżniczka szwedzka i norweska, królowa Danii (zm. 1926)
- 1852 – Godzimir Małachowski, polski prawnik, adwokat, polityk, prezydent Lwowa, poseł do galicyjskiego Sejmu Krajowego i austriackiej Rady Państwa (zm. 1908)
- 1854:
  - Adolf Erman, niemiecki egiptolog, leksykograf (zm. 1937)
  - Hermann Oldenberg, niemiecki indolog i religioznawca (zm. 1920)
- 1863 – William Gibbs McAdoo, amerykański polityk, senator (zm. 1941)
- 1865 – Wilfrid Michael Voynich, amerykański chemik, farmaceuta, rewolucjonista, bibliofil pochodzenia polskiego (zm. 1930)
- 1867 – David Graham Phillips, amerykański nowelista (zm. 1911)
- 1869 – William Adger Moffett, amerykański kontradmirał (zm. 1933)
- 1875 – Heinrich Thyssen, niemiecki przedsiębiorca, kolekcjoner dzieł sztuki (zm. 1947)
- 1876 – Natalie Clifford Barney, amerykańska poetka, pamiętnikarka (zm. 1972)
- 1878 – Aleksander Planas Saurí, hiszpański męczennik, błogosławiony (zm. 1936)
- 1880 – Michaił Tomski, rosyjski rewolucjonista, związkowiec, polityk (zm. 1936)
- 1881 – Eugen Lovinescu, rumuński pisarz, krytyk i historyk literatury (zm. 1943)
- 1883:
  - Bolesław Butkiewicz, polski prawnik, dziennikarz, wydawca (zm. 1934)
  - Marie Laurencin, francuska malarka, graficzka (zm. 1956)
  - Anthony Wilding, nowozelandzki tenisista (zm. 1915)
- 1884 – Stanisław Cywiński, polski inżynier, konstruktor lotniczy (zm. 1939)
- 1885 – Karol Radek, radziecki polityk, dziennikarz, publicysta pochodzenia żydowskiego (zm. 1939)
- 1886 – Haakon Sörvik, szwedzki gimnastyk (zm. 1970)
- 1887 – Czang Kaj-szek, chiński polityk, premier i prezydent Republiki Chińskiej (zm. 1975)
- 1888:
  - Andreas Cervin, szwedzki gimnastyk (zm. 1972)
  - Andrzej Małkowski, polski instruktor i teoretyk harcerstwa, twórca polskiego skautingu (zm. 1919)
  - George Hubert Wilkins, australijski polarnik, pilot, żołnierz, geograf, fotograf lotniczy (zm. 1958)
- 1890 – Stanisław van der Coghen, polski lekarz, major rezerwy (zm. 1940)
- 1892:
  - Aleksandr Alechin, rosyjsko-francuski szachista (zm. 1946)
  - Ostap Dłuski, polski działacz komunistyczny, polityk, poseł na Sejm PRL (zm. 1964)
  - Heinrich Kittel, niemiecki generał (zm. 1969)
- 1893:
  - Daciano Colbachini, włoski lekkoatleta, płotkarz (zm. 1982)
  - Jerzy Lgocki, polski pułkownik pożarnictwa, major artylerii (zm. 1945)
  - Józef Pielesiak, polski plutonowy (zm. 1980)
- 1894:
  - Franciszek Plocek, polski działacz niepodległościowy, rolnik, polityk, poseł na Sejm i senator RP (zm. 1980)
  - Genowefa Weltrowska, polska rolniczka, uczestniczka konspiracji antyhitlerowskiej (zm. 1993)
- 1895 – Basil Liddell Hart, brytyjski historyk wojskowości (zm. 1970)
- 1896:
  - Ralph Erwin, austriacki kompozytor (zm. 1943)
  - Ethel Waters, amerykańska wokalistka jazzowa i bluesowa, aktorka (zm. 1977)
- 1897 – Sigurd Moen, norweski łyżwiarz szybki (zm. 1967)
- 1898:
  - Józef Bujak, polski kapitan piechoty, biegacz narciarski, narciarz alpejski (zm. 1949)
  - Pedro Casella, urugwajski piłkarz, bramkarz (zm. 1971)
- 1899:
  - Dmitrij Leonow, radziecki generał porucznik, funkcjonariusz służb specjalnych (zm. 1981)
  - August Milde, polski piłkarz (zm. 1970)
- 1900:
  - Mieczysław Münz, polsko-amerykański pianista (zm. 1976)
  - Rudolf Redlinghofer, austriacka ofiara nazizmu, Świadek Jehowy (zm. 1940)
- 1902:
  - Carlos Drummond de Andrade, brazylijski pisarz, krytyk literacki (zm. 1987)
  - Walenty Obraniak, polski działacz komunistyczny (zm. 1943)
  - Wilbur Shaw, amerykański kierowca wyścigowy (zm. 1954)
  - Abraham Wald, amerykański statystyk i matematyk (zm. 1950)
- 1903:
  - Chris Mackintosh, brytyjski narciarz alpejski, rugbysta, tenisista, bobsleista (zm. 1974)
  - Joan Robinson, brytyjska ekonomistka (zm. 1983)
- 1904 – Rudolf Burkert, czechosłowacki kombinator norweski, skoczek narciarski pochodzenia niemieckiego (zm. 1985)
- 1905 – Leopold Hofmann, austriacki piłkarz (zm. 1976)
- 1906 – Tadeusz Niwiński, polski inżynier chemik (zm. 1967)
- 1907:
  - Mirosław Krzyżański, polski matematyk (zm. 1965)
  - Irmina Rzeźnicka, polska wszechstronna lekkoatletka (zm. 1989)
- 1908 – Rudolf Bürger, rumuński piłkarz, trener pochodzenia niemieckiego (zm. 1980)
- 1909:
  - Zenon Buczkowski, polski inżynier architekt, doktor nauk technicznych (zm. 1997)
  - Halina Nowacka-Durnaś, polska pianistka, pedagog (zm. 2005)
- 1910:
  - Benedykt od Jezusa, argentyński lasalianin, męczennik, święty (zm. 1934)
  - Tadeusz Foryś, polski piłkarz, trener, działacz piłkarski (zm. 1987)
  - Marian Mazur, polski sędzia, prokurator (zm. 1974)
  - Eduardo Ortiz de Landázuri, hiszpański lekarz, członek Opus Dei, Sługa Boży (zm. 1985)
  - Maurycy Tornay, szwajcarski kanonik laterański, misjonarz, męczennik, błogosławiony (zm. 1949)
  - Luise Ullrich, austriacka aktorka (zm. 1985)
- 1911:
  - Eugeniusz Iwańczyk-Wiślicz, polski generał brygady, polityk, poseł na Sejm Ustawodawczy, wojewoda kielecki (zm. 1995)
  - Włodzimierz Sedlak, polski duchowny katolicki, biolog (zm. 1993)
  - Andrzej Teisseyre, polski inżynier, wykładowca akademicki (zm. 2000)
  - Zofia Woźna, polska malarka, rzeźbiarka pochodzenia żydowskiego (zm. 1984)
  - Kuźma Wysocki, radziecki żołnierz (zm. 1940)
- 1912:
  - Jean Améry, belgijski pisarz pochodzenia austriackiego (zm. 1978)
  - Dale Evans, amerykańska aktorka, piosenkarka (zm. 2001)
  - Ollie Johnston, amerykański twórca filmów animowanych (zm. 2008)
  - Ginter Pawelczyk, polski piłkarz, trener (zm. 1979)
  - Graham Westbrook Rowley, kanadyjski badacz polarny, archeolog, odkrywca (zm. 2003)
  - Anton Thumann, niemiecki zbrodniarz wojenny (zm. 1946)
- 1913 – Bolesław Burkowski, polski samorządowiec, wójt Karczewa, przewodniczący Powiatowej Rady Narodowej w Otwocku (zm. 2019)
- 1914:
  - Johannes Hugenholtz, holenderski projektant torów wyścigowych i samochodów (zm. 1995)
  - Wincenty Kawalec, polski ekonomista, polityk, minister pracy, płacy i spraw socjalnych (zm. 1991)
- 1915 – Agnieszka Glinczanka, polska tłumaczka (zm. 1975)
- 1916:
  - Karol Jan Bernadotte, szwedzki książę, hrabia (zm. 2012)
  - Tadeusz Link, polski fotografik (zm. 2000)
- 1918:
  - Andrzej Krasicki, polski aktor (zm. 1996)
  - Ian Stevenson, kanadyjski psychiatra, parapsycholog (zm. 2007)
- 1919:
  - Aleksiej Bodiuch, radziecki polityk (zm. 1960)
  - Alastair Hetherington, brytyjski dziennikarz, nauczyciel akademicki (zm. 1999)
  - Eugenia Mikłaszewicz, polska nauczycielka, polityk, poseł na Sejm PRL (zm. 2003)
  - Tong Siv Eng,  (zm. 2001)
- 1920:
  - Dick Francis, brytyjski pisarz (zm. 2010)
  - Gunnar Gren, szwedzki piłkarz (zm. 1991)
  - Takashi Kano, japoński piłkarz (zm. 2000)
  - Dedan Kimathi, kenijski działacz narodowy, naczelny dowódca ruchu partyzanckiego Mau Mau (zm. 1957)
  - Helmut Newton, niemiecko-australijski fotograf mody (zm. 2004)
  - Fritz Walter, niemiecki piłkarz (zm. 2002)
- 1921 – Branko Stanković, jugosłowiański piłkarz (zm. 2002)
- 1922:
  - Barbara Bel Geddes, amerykańska aktorka (zm. 2005)
  - Stanisław Haraschin, polski muzykolog, wydawca (zm. 2006)
  - Anatolij Papanow, rosyjski aktor (zm. 1987)
  - Norodom Sihanouk, król Kambodży (zm. 2012)
- 1923:
  - Mieczysław Maliński, polski duchowny katolicki, kaznodzieja, pisarz, publicysta (zm. 2017)
  - Iwan Otmachow, radziecki porucznik (zm. 1945)
- 1924:
  - Arnold Drozdowski, polski biolog (zm. 2014)
  - Dee Fondy, amerykański baseballista (zm. 1999)
  - Anatolij Konsułow, ukraiński architekt (zm. 1986)
- 1925:
  - Gonzalo Gavira, meksykański filmowiec, specjalista efektów dźwiękowych (zm. 2005)
  - Ngaire Lane, nowozelandzka pływaczka (zm. 2021)
  - Robin Moore, amerykański pisarz (zm. 2008)
  - John Pople, brytyjski matematyk, fizyk, wykładowca akademicki, laureat Nagrody Nobla (zm. 2004)
- 1926:
  - H.R.F. Keating, brytyjski pisarz (zm. 2011)
  - Xercès Louis, francuski piłkarz, trener (zm. 1978)
  - Timo Sarpaneva, fiński projektant przemysłowy (zm. 2006)
  - Jimmy Savile, brytyjski dziennikarz muzyczny, didżej, prezenter telewizyjny (zm. 2011)
- 1927:
  - James Clements, amerykański ornitolog, przedsiębiorca (zm. 2005)
  - Lee Grant, amerykańska aktorka, reżyserka i producentka filmowa pochodzenia żydowskiego
  - Pieter Van den Bosch, belgijski piłkarz (zm. 2009)
- 1928:
  - Dianne Foster, amerykańska aktorka pochodzenia kanadyjsko-ukraińskiego (zm. 2019)
  - Vittorio Lucarelli, włoski florecista (zm. 2008)
  - Alicja Wyszogrodzka, polska projektantka
- 1929:
  - Eddie Charlton, australijski snookerzysta (zm. 2004)
  - Luis Feito, hiszpański malarz (zm. 2021)
  - Paul-Marie Guillaume, francuski duchowny katolicki, biskup Saint-Dié
  - Bud Spencer, włoski pływak, aktor (zm. 2016)
- 1930:
  - Michael Collins, amerykański generał lotnictwa, astronauta (zm. 2021)
  - Booker Ervin, amerykański saksofonista i kompozytor jazzowy (zm. 1970)
  - Zdzisław Najder, polski historyk literatury, działacz opozycji antykomunistycznej, dyrektor Radia Wolna Europa (zm. 2021)
  - Bill Pearl, amerykański kulturysta, autor książek, trener (zm. 2022)
- 1931:
  - Tadeusz Bielecki, polski prawnik, adwokat, sędzia Sądu Najwyższego i Trybunału Stanu
  - Sergio Obeso Rivera, meksykański duchowny katolicki, arcybiskup Jalapy, kardynał (zm. 2019)
  - Dan Rather, amerykański dziennikarz, prezenter telewizyjny
  - Leszek Skrzydło, polski dziennikarz, podróżnik, reżyser filmów dokumentalnych i oświatowych (zm. 2011)
  - Eugeniusz Wyzner, polski dyplomata
- 1932:
  - Antonín Kasper senior, czeski żużlowiec (zm. 2017)
  - Katherine Paterson, amerykańska pisarka
  - Poul Pedersen, duński piłkarz (zm. 2016)
- 1933:
  - Marian Kuszewski, polski szablista (zm. 2012)
  - Sante Ranucci, włoski kolarz szosowy (zm. 2023)
  - Nariman Sadik, królowa Egiptu (zm. 2005)
  - Sverre Stensheim, norweski biegacz narciarski (zm. 2022)
- 1934:
  - Małgorzata Bernadotte, szwedzka księżniczka
  - Francis Lagan, irlandzki duchowny katolicki, biskup pomocniczy Derry (zm. 2020)
  - Aírton Pavilhão, brazylijski piłkarz (zm. 2012)
- 1935:
  - David Harvey, brytyjsko-amerykański geograf, filozof i teoretyk marksistowski
  - Muhammad Husajn Tantawi, egipski wojskowy, polityk, minister obrony i dowódca sił zbrojnych, p.o. prezydenta Egiptu (zm. 2021)
- 1936:
  - Nicolás de Jesús López Rodriguez, dominikański duchowny katolicki, arcybiskup Santo Domingo, kardynał
  - Milorad Knežević, serbski szachista (zm. 2005)
  - Michael Landon, amerykański aktor, reżyser, scenarzysta i producent filmowy i telewizyjny (zm. 1991)
  - Gawriił Popow, rosyjski ekonomista, polityk, mer Moskwy
  - MC Wspyszkin, rosyjski didżej (zm. 2011)
- 1937:
  - Joseph Mahé, francuski kolarz przełajowy i szosowy (zm. 1987)
  - Melvin Pender, amerykański lekkoatleta, sprinter
  - Dieter Seebach, niemiecki chemik
- 1938:
  - Bogdan Galwas, polski inżynier elektronik, profesor nauk technicznych (zm. 2025)
  - Howard Hubbard, amerykański duchowny katolicki, biskup Albany (zm. 2023)
  - Egil Ly, norweski żeglarz, olimpijczyk
  - Bohdan Łazuka, polski aktor, piosenkarz, artysta estradowy, konferansjer
  - Rasoul Mir Malek, irański zapaśnik (zm. 2024)
  - Włodzimierz Pasternak, polski działacz partyjny i państwowy, wojewoda kielecki (zm. 2012)
- 1939:
  - Renán López, boliwijski piłkarz (zm. 2023)
  - Michel Mouïsse, francuski duchowny katolicki, biskup Périgueux
  - Christian Nucci, francuski polityk
  - Ron Rifkin, amerykański aktor, reżyser telewizyjny
  - Ali Farka Touré, malijski pieśniarz, gitarzysta (zm. 2006)
- 1940:
  - Gabriel Bunge, niemiecki duchowny i teolog prawosławny
  - Søren Christensen, duński polityk
  - Adam Fiala, polski pisarz, ilustrator
  - Nikołaj Girienko, rosyjski etnolog, orientalista, wykładowca akademicki, działacz na rzecz praw człowieka (zm. 2004)
- 1941:
  - Derek Bell, brytyjski kierowca wyścigowy
  - Teresa Dębowska-Romanowska, polska prawnik, wykładowczyni akademicka, sędzia Trybunału Stanu i Trybunału Konstytucyjnego
  - Joy Grieveson, brytyjska lekkoatletka, sprinterka
  - Lucious Jackson, amerykański koszykarz (zm. 2022)
  - Sally Kirkland, amerykańska aktorka, producentka filmowa i telewizyjna
  - Barbara Łękawa, polska inżynier, działaczka katolicka, polityk, senator RP
  - Abel Matutes, hiszpański prawnik, przedsiębiorca, samorządowiec, polityk, eurodeputowany i eurokomisarz
  - Maria Władysława Piotrowska, polska piłkarka ręczna (zm. 2008)
  - Miroslav Verner, czeski archeolog, egiptolog
- 1942:
  - Leszek Mazan, polski dziennikarz, publicysta, pisarz
  - Daniel Roth, francuski organista, kompozytor
  - David Ogden Stiers, amerykański aktor, narrator, dyrygent (zm. 2018)
- 1943:
  - Katarina Blagojević, serbska szachistka (zm. 2021)
  - Oommen Chandy, indyjski polityk, premier rządu stanowego Kerali (zm. 2023)
  - Jurij Czekranow, rosyjski żużlowiec
  - Elliott Forbes-Robinson, amerykański kierowca wyścigowy
  - Paul Frampton, brytyjski fizyk
  - Patrick Mutume, zimbabweński duchowny katolicki, biskup Mutare (zm. 2017)
  - Flemming Østergaard, duński przedsiębiorca
- 1944:
  - Roy Callender, amerykański kulturysta pochodzenia barbadoskiego
  - Leonida Caraiosifoglu, rumuński lekkoatleta, chodziarz (zm. 2024)
  - Sherman Ferguson, amerykański perkusista jazzowy (zm. 2006)
  - Wojciech Kazimierz Jóźwiak, polski chemik, wykładowca akademicki (zm. 2012)
  - Jana Koubková, czeska wokalistka jazzowa
- 1945:
  - Russ Ballard, brytyjski muzyk, członek zespołu Argent
  - Brian Doyle-Murray, amerykański aktor, aktor głosowy, scenarzysta, komik
  - Claire Gibault, francuska dyrygent, polityk
  - Peter P. Smith, amerykański polityk
  - Marcin Tyrna, polski polityk, senator RP
- 1946:
  - Wojciech Kamiński, polski pianista, organista, kompozytor, aranżer, członek zespołów Ragtime Jazz Band i Old Timers
  - Norman Lovett, brytyjski aktor, komik
  - Stephen Rea, irlandzki aktor
- 1947:
  - Carmen Alborch, hiszpańska prawnik, nauczyciel akademicki, działaczka kulturalna, polityk, minister kultury (zm. 2018)
  - Deidre Hall, amerykańska aktorka
  - Andrzej Prus, polski aktor
  - Frank Shorter, amerykański lekkoatleta, długodystansowiec i maratończyk
  - Tadeusz Sobolewski, polski krytyk filmowy, dziennikarz, publicysta
  - Herman Van Rompuy, belgijski polityk, premier Belgii, przewodniczący Rady Europejskiej
- 1948:
  - Wojciech Arkuszewski, polski polityk, poseł na Sejm RP
  - Franco Gasparri, włoski aktor (zm. 1999)
  - Matti Yrjänä Joensuu, fiński pisarz (zm. 2011)
  - Michael Kitchen, brytyjski aktor, producent telewizyjny
  - Adelard Mayanga Maku, kongijski piłkarz, trener
  - Anna Okopińska, polska alpinistka, himalaistka
  - Calvin Russell, amerykański piosenkarz, gitarzysta (zm. 2011)
- 1949:
  - Mart Helme, estoński wydawca, polityk, dyplomata
  - Bob Siebenberg, amerykański perkusista, członek zespołu Supertramp
  - Frank Silva, amerykański aktor, scenograf, dekorator wnętrz (zm. 1995)
- 1950:
  - László Bíró, węgierski duchowny katolicki, biskup polowy
  - John Candy, kanadyjski aktor, reżyser filmowy (zm. 1994)
  - Leopoldo González González, meksykański duchowny katolicki, arcybiskup metropolita Acapulco
  - Zaha Hadid, brytyjska architekt pochodzenia irackiego (zm. 2016)
  - Sante Marsili, włoski piłkarz wodny (zm. 2024)
  - Grażyna Popowicz, polska reżyserka filmowa
  - Józef Stolorz, polski malarz (zm. 2024)
- 1951:
  - Gideon Damti, izraelski piłkarz, trener
  - Abdoulaye Sarr, senegalski piłkarz, trener
  - Jerzy Zatoński, polski generał brygady
  - Sándor Zombori, węgierski piłkarz
- 1952:
  - Urs Schwaller, szwajcarski polityk
  - Franz-Josef Tenhagen, niemiecki piłkarz, trener
  - Tadeusz Więckowski, polski inżynier, profesor nauk technicznych
- 1953:
  - Michael J. Anderson, amerykański aktor
  - Edward Bukowian, polski aktor
  - Elida Cangonji, albańska lekarka, aktorka (zm. 2016)
  - John Lucas II, amerykański koszykarz, trener
  - Danuta Manowiecka, polska lekkoatletka, sprinterka
  - Małgorzata Starowieyska, polska malarka, performerka, scenografka, choreografka (zm. 2006)
- 1954:
  - Mercedes Gonzáles, peruwiańska siatkarka
  - Karoline Käfer, austriacka lekkoatletka, sprinterka (zm. 2023)
  - Wojciech Morawski, polski historyk, ekonomista, wykładowca akademicki
  - Ken Wahl, amerykański aktor, reżyser filmowy i telewizyjny
- 1955:
  - Włodzimierz Andrzejewski, polski piłkarz, trener
  - Heike Lange, niemiecka łyżwiarka szybka
  - Susan Orlean, amerykańska dziennikarka, pisarka
  - Badri Patarkaciszwili, gruziński przedsiębiorca, działacz sportowy (zm. 2008)
- 1956:
  - Witold Kochan, polski samorządowiec, polityk, poseł na Sejm RP, wojewoda małopolski, burmistrz Gorlic
  - Olga Krężel, polska malarka
  - Mirosław Symanowicz, polski chemik, wykładowca akademicki, samorządowiec, prezydent Siedlec
- 1957:
  - Jesús Caldera, hiszpański polityk
  - Adam Dolatowski, polski hokeista na trawie, trener
  - Krzysztof Hanke, polski aktor, satyryk, kabareciarz
  - Brian Stokes Mitchell, amerykański aktor, piosenkarz
- 1958:
  - Patrialis Akbar, indonezyjski prawnik, polityk
  - Waldemar Ciesielczyk, polski florecista (zm. 2010)
  - Juozas Galdikas, litewski lekarz, wykładowca akademicki, polityk, profesor, poseł, minister zdrowia
  - Aki Lahtinen, fiński piłkarz, trener
  - Jeannie Longo, francuska kolarka szosowa i torowa
  - Joseph Strickland, amerykański duchowny katolicki, biskup Tyler
  - Tomasz Wyżyński, polski tłumacz, leksykograf
- 1959:
  - Ludomir Chronowski, polski szpadzista
  - Ewa Głódź, polska lekkoatletka, biegaczka średniodystansowa
  - Piotr Jaźwiński, polski dziennikarz
  - Mats Näslund, szwedzki hokeista
  - Neal Stephenson, amerykański pisarz science fiction
- 1960:
  - Tadeusz Aziewicz, polski ekonomista, polityk, poseł na Sejm RP
  - Arnaud Desplechin, francuski reżyser i scenarzysta filmowy
  - Mario Dorsonville, kolumbijski duchowny katolicki, biskup pomocniczy Waszyngtonu, biskup Houmy-Thibodaux (zm. 2024)
  - Héctor Esparza, meksykański piłkarz, trener
  - Stanisław Pasoń, polski przedsiębiorca, polityk, poseł na Sejm RP
  - Ireneusz Recław, polski matematyk, wykładowca akademicki (zm. 2012)
  - Cyrus Reza Pahlawi, irański książę
- 1961:
  - Alonzo Babers, amerykański lekkoatleta, sprinter
  - Mark Buchanan, amerykański fizyk teoretyczny, publicysta naukowy
  - Sterling Hinds, kanadyjski lekkoatleta, sprinter
  - Peter Jackson, nowozelandzki reżyser, scenarzysta i producent filmowy
  - Larry Mullen, irlandzki perkusista, członek zespołu U2
  - Iurie Roșca, mołdawski dziennikarz, polityk
- 1962:
  - Anupama Chopra, indyjska dziennikarka, pisarka, krytyk filmowy
  - Mari Jungstedt, szwedzka dziennikarka, pisarka
  - Andrzej Łatka, polski piłkarz
  - Jarosław Mika, polski generał broni
  - Ernst Reiter, niemiecki biathlonista
  - Zbigniew Rytel, polski lekkoatleta, sprinter, dziennikarz, reżyser filmów dokumentalnych
  - Hiroshi Yamamoto, japoński łucznik sportowy
- 1963:
  - Dunga, brazylijski piłkarz, trener
  - Mogens Krogh, duński piłkarz, bramkarz
  - Krzysztof Labus, polski geolog
  - Johnny Marr, brytyjski gitarzysta, wokalista, członek zespołów The Smiths i The Cribs
  - Dermot Mulroney, amerykański aktor, producent filmowy i telewizyjny
  - Rob Schneider, amerykański aktor, scenarzysta i producent filmowy
- 1964:
  - Marco van Basten, holenderski piłkarz, trener
  - Manuel Escolá, hiszpański polityk, eurodeputowany
  - Eduard Kokojty, osetyjski polityk, prezydent Osetii Południowej
  - Jean Luc Moutou, kongijski geograf, wykładowca akademicki, polityk
- 1965:
  - Blue Edwards, amerykański koszykarz
  - Roger Feutmba, kameruński piłkarz
  - Ruud Hesp, holenderski piłkarz, bramkarz
  - Denis Irwin, irlandzki piłkarz
  - Iryna Jatczanka, białoruska lekkoatletka, dyskobolka
  - Hubert Leitgeb, włoski biathlonista (zm. 2012)
- 1966:
  - Ernst Aigner, austriacki piłkarz
  - Joseph Boyden, kanadyjski pisarz
  - Georg Friedrich, austriacki aktor
  - Mike O’Malley, amerykański aktor, pisarz
  - Harald Spörl, niemiecki piłkarz
- 1967:
  - Irina Pantajewa, rosyjsko-amerykańska modelka
  - Monika Soszka, polska aktorka
  - Vanilla Ice, amerykański raper, aktor
- 1968:
  - Antonio Davis, amerykański koszykarz, analityk sportowy
  - Kachaber Gogiczaiszwili, gruziński piłkarz, trener
  - Miklós Seszták, węgierski prawnik, polityk
- 1969:
  - Mitch Harris, amerykański gitarzysta, członek zespołu Napalm Death
  - Kim Rossi Stuart, włoski aktor, reżyser, scenarzysta i producent filmowy
- 1970:
  - Angelino Alfano, włoski prawnik, polityk
  - Ray Austin, amerykański bokser
  - Otilia Bădescu, rumuńska tenisistka stołowa
  - Linn Berggren, szwedzka wokalistka, członikini zespołu Ace of Base
  - Cerenbaataryn Cogtbajar, mongolski zapaśnik
  - Viktor Jelenić, serbski piłkarz wodny
  - Grzegorz Lorek, polski samorządowiec, polityk, poseł na Sejm RP
  - Przemysław Marzec, polski dziennikarz radiowy, korespondent wojenny (zm. 2022)
  - Nolan North, amerykański aktor
  - Bibiana Perez, włoska narciarka alpejska
  - Karlheinz Pflipsen, niemiecki piłkarz
  - Rogers Stevens, amerykański gitarzysta, członek zespołu Blind Melon
  - Dariusz Szubert, polski piłkarz
  - Jicchak Zohar, izraelski piłkarz
- 1971:
  - Gian Marco Centinaio, włoski samorządowiec, polityk
  - Alphonso Ford, amerykański koszykarz
  - Radosław Kobierski, polski poeta, prozaik, krytyk literacki, felietonista
  - Rafael Novoa, kolumbijski aktor, model
  - Ian Walker, angielski piłkarz
- 1972:
  - Ai Iijima, japońska aktorka pornograficzna (zm. 2008)
  - Anthony Mensah, ghański piłkarz, bramkarz
  - Pharoahe Monch, amerykański raper, producent muzyczny
  - Clifford Rozier, amerykański koszykarz (zm. 2018)
- 1973:
  - Philippe Bas, francuski aktor
  - Arseniusz (Kardamakis), grecki biskup prawosławny
  - Beverly Lynne, amerykańska aktorka
  - Katsuhiko Nagata, japoński zapaśnik, wrestler
- 1974:
  - David Dencik, szwedzki aktor pochodzenia żydowskiego
  - Ruben Fleischer, amerykański reżyser i producent filmowy pochodzenia żydowskiego
  - Muzzy İzzet, turecki piłkarz
  - Marián Miezga, słowacki aktor
  - Natasja, duńsko-sudańska raperka, wokalistka reggae (zm. 2007)
  - Marcin Pudysiak, polski piłkarz
  - Stefan Uteß, niemiecki kajakarz, kanadyjkarz
  - Eskil Vogt, norweski reżyser, scenarzysta i producent filmowy.
- 1975:
  - Olabisi Afolabi, nigeryjska lekkoatletka, sprinterka
  - Fabio Celestini, szwajcarski piłkarz pochodzenia włoskiego
  - Victoria Ravva, francuska siatkarka pochodzenia gruzińskiego
  - Mary Sauer Vincent, amerykańska lekkoatletka, tyczkarka
  - Aaron Shust, amerykański muzyk, piosenkarz
  - Johnny Whitworth, amerykański aktor
- 1976:
  - Stanley Chumfwa, zambijski szachista
  - Guti, hiszpański piłkarz
  - Mitrofan (Nikitin), ukraiński biskup prawosławny
  - Piper Perabo, amerykańska aktorka
  - Simon Wills, nowozelandzki kierowca wyścigowy
- 1977:
  - Sylviane Félix, francuska lekkoatletka, sprinterka
  - Séverine Ferrer, francuska piosenkarka, aktorka, prezenterka telewizyjna
  - Chikara Fujimoto, japoński piłkarz
  - Larissa Maciel, brazylijska aktorka
  - Martina Pechová, czeska koszykarka
- 1978:
  - Alfredo Anderson, panamski piłkarz
  - Filip Daems, belgijski piłkarz
  - Mehmet Özal, turecki zapaśnik
  - Marek Saganowski, polski piłkarz
  - Martin Verkerk, holenderski tenisista
- 1979:
  - Katarzyna Dudzińska, polska aktorka
  - Ricardo Fuller, jamajski piłkarz
  - Stefan Gimpl, austriacki snowboardzista
  - Małgorzata Jarosińska-Jedynak, polska urzędniczka państwowa
  - Simão Sabrosa, portugalski piłkarz
  - Fatma Sipahioğlu, turecka siatkarka
  - Helen Upperton, kanadyjska bobsleistka
- 1980:
  - Samaire Armstrong, amerykańska aktorka
  - Charles Moniz, amerykański basista, perkusista
  - Eddie Kaye Thomas, amerykański aktor
- 1981:
  - Irina Dienieżkina, rosyjska pisarka
  - Frank Iero, amerykański gitarzysta, wokalista, członek zespołu My Chemical Romance
  - Monika Johne, polska szpadzistka
  - Dawid Łorija, kazachski piłkarz, bramkarz
  - Valezka, niemiecka piosenkarka
- 1982:
  - Justin Chatwin, kanadyjski aktor
  - Piotr Grabarczyk, polski piłkarz ręczny
  - Anna Juczenko, rosyjska wioślarka
  - Ágnes Kunhalmi, węgierska polityk
  - Toussaint Natama, burkiński piłkarz (zm. 2024)
  - Tomáš Plekanec, czeski hokeista
- 1983:
  - Syrine Balti, tunezyjska lekkoatletka, tyczkarka
  - Neyssa Étienne, haitańska tenisistka
  - Bevan Fransman, południowoafrykański piłkarz
  - Aleksiej Jakimienko, rosyjski szablista
- 1984:
  - Aleksandyr Aleksandrow, bułgarski bokser
  - Scott Clifton, amerykański aktor
  - Szymon Czerwiński, polski kucharz, youtuber, osobowość medialna
  - Hanna Hilton, amerykańska aktorka pornograficzna
  - Piotr Konieczny, polski informatyk, ekspert ds. bezpieczeństwa komputerowego
  - Mads Timm, duński piłkarz
- 1985:
  - Kerron Clement, amerykański lekkoatleta, sprinter pochodzenia trynidadzko-tobagijskiego
  - Michał Ligocki, polski snowboardzista
  - Aditya Mehta, indyjski snookerzysta
  - Michał Pacholski, polski geodeta, polityk, poseł na Sejm RP
  - Đorđe Rakić, serbski piłkarz
  - Awiszaj Smoler, izraelski piłkarz ręczny
- 1986:
  - Nazik Awdaljan, ormiańska sztangistka
  - Stéphanie Dubois, kanadyjska tenisistka
  - Michelle Pavão, brazylijska siatkarka
  - Monique Pavão, brazylijska siatkarka
  - Elsad Zverotić, czarnogórski piłkarz
- 1987:
  - Ivan Buljubašić, chorwacki piłkarz wodny
  - Xabier Etxeita, hiszpański piłkarz narodowości baskijskiej
  - Lisandra Guerra, kubańska kolarka torowa
  - Tadese Tola, etiopski lekkoatleta, długodystansowiec
  - Piotr Tomasik, polski piłkarz
  - Jean-Karl Vernay, francuski kierowca wyścigowy
- 1988:
  - Cole Aldrich, amerykański koszykarz
  - Karolina Bednarek, polska siatkarka
  - Sébastien Buemi, szwajcarski kierowca wyścigowy
  - Jeffrey Menzel, amerykański siatkarz
  - Gabriel Torres, panamski piłkarz
  - Elizabeth Yarnold, brytyjska skeletonistka
- 1989:
  - Francisco Barretto Júnior, brazylijski gimnastyk
  - Mirko Iwanowski, macedoński piłkarz
  - Małgorzata Ostrowska, polska armwrestlerka, trenerka personalna kulturystyki i fitness
  - Rógvi Poulsen, farerski piłkarz
- 1990:
  - Tojohanitra Andriamanjatoarimanana, madagaskarska pływaczka
  - Anzor Chizrijew, rosyjski zapaśnik
  - Edson Lemaire, tahitański piłkarz
  - Mai Okumura, japońska siatkarka
  - Jaśmina Polak, polska aktorka
  - Emiliano Sala, argentyński piłkarz (zm. 2019)
- 1991:
  - Surasawadee Boonyuen, tajska siatkarka
  - Junglepussy, amerykańska raperka
  - Filip Lato, polski piosenkarz, gitarzysta, pianista
  - Patricia Obee, kanadyjska wioślarka
  - Wen I-tzu, tajwańska siatkarka
- 1992:
  - Andrea Gámiz, wenezuelska tenisistka
  - Vanessa Marano, amerykańska aktorka pochodzenia włoskiego
  - Ayanda Patosi, południowoafrykański piłkarz
  - Anna Stepaniuk, ukraińska siatkarka
- 1993:
  - Lasse Bjerre, duński żużlowiec
  - Michelle Coleman, szwedzka pływaczka
  - Milton Doyle, amerykański koszykarz
  - Wiaczesław Prudnikow, rosyjski pływak
  - Letitia Wright, brytyjska aktorka
- 1994:
  - Sara Carnicelli, włoska lekkoatletka reprezentująca Watykan
  - Marcelo David, brazylijski zawodowy gracz komputerowy
  - John Egbunu, nigeryjski koszykarz
  - Sonia Malavisi, włoska lekkoatletka, tyczkarka
  - Ksienija Parubiec, rosyjska siatkarka
- 1995:
  - Mateo Arias, amerykański aktor pochodzenia irańsko-kolumbijskiego
  - Cătălina Axente, rumuńska zapaśniczka
  - Noah Sebastian(inne języki), amerykański wokalista
  - Marcel Everett, amerykański muzyk electro, producent muzyczny
  - Predrag Rajković, serbski piłkarz, bramkarz
  - Mihailo Ristić, serbski piłkarz
  - Nicolás Tivani, argentyński kolarz szosowy i torowy
- 1996:
  - Milan Menten, belgijski kolarz szosowy
  - Musa Muhammed, nigeryjski piłkarz
  - Dinara Säduakasowa, kazachska szachistka
  - Alexandre Sido, francuski florecista
- 1997:
  - Brian García, meksykański piłkarz
  - Siobhan Haughey, hongkońska pływaczka
  - Bruno Langa, mozambicki piłkarz
  - Ashton Mutuwa, nigeryjsjki zapaśnik
  - Mathías Olivera, urugwajski piłkarz
  - Marcus Rashford, angielski piłkarz
  - Iván Sosa, kolumbijski kolarz szosowy
  - Holly Taylor, kanadyjska aktorka
- 1998:
  - Dong Jie, chińska pływaczka
  - Itzan Escamilla, hiszpański aktor
  - Park Jang-hyuk, południowokoreański łyżwiarz szybki, specjalista short tracku
  - Leyla Qurbanova, azerska zapaśniczka
- 1999:
  - Jani Atanasow, macedoński piłkarz
  - Andrea Dallavalle, włoski lekkoatleta, trójskoczek
  - Han Xu, chińska koszykarka
  - Paul Jubb, brytyjski tenisista
  - Hunter Lee, kanadyjski zapaśnik
  - Danielle Rose Russell, amerykańska aktorka
- 2000:
  - Georges Mikautadze, gruziński piłkarz
  - Cyréna Samba-Mayela, francuska lekkoatletka, płotkarka pochodzenia kongijskiego
  - Willow Smith, amerykańska aktorka, piosenkarka
- 2001 – Jarosław Tkacz, ukraiński wspinacz sportowy
- 2002:
  - Ansu Fati, hiszpański piłkarz pochodzenia gwinejskiego
  - Jakub Kałuziński, polski piłkarz
- 2003:
  - Khalil Barkouti, tunezyjski zapaśnik
  - Ringo Miyajima, japońska skoczkini narciarska, kombinatorka norweska
- 2004 – Mana Kawabe, japońska łyżwiarka figurowa
- 2005 – Eleonora Burbon, hiszpańska księżniczka

## Zmarli
- 932 – Al-Muktadir, osiemnasty kalif Abbasydów (ur. 985)
- 966 – Miro, hrabia Barcelony (ur. ?)
- 982 – Otton I Szwabski, książę Szwabii i Bawarii (ur. 954)
- 994 – Wolfgang z Ratyzbony, niemiecki benedyktyn, biskup (ur. ok. 934)
- 1147 – Robert, 1. hrabia Gloucester, angielski polityk (ur. 1090)
- 1214 – Eleonora, królowa Kastylii i Toledo (ur. 1162)
- 1323 – (lub 1 listopada) Gerward, polski duchowny katolicki, biskup włocławski, polityk, dyplomata (ur. ?)
- 1448 – Jan VIII Paleolog, cesarz bizantyński (ur. 1392)
- 1498 – An-Nasir Muhammad II, mamelucki sułtan Egiptu (ur. 1482)
- 1517 – Fra Bartolomeo, włoski dominikanin, malarz (ur. 1472)
- 1534 – Alfons I d’Este, książę Ferrary i Modeny (ur. 1476)
- 1541 – Vicente de Valverde, hiszpański duchowny katolicki, dominikanin, biskup Cuzco, konkwistador (ur. ?)
- 1553 – Piotr Kmita Sobieński, polski szlachcic, marszałek wielki koronny (ur. 1477)
- 1567 – Maria Hohenzollern, księżniczka brandenburska, elektorowa Palatynatu Reńskiego (ur. 1519)
- 1607 – Wawrzyniec Goślicki, polski duchowny katolicki, biskup kamieniecki, chełmski, przemyski i poznański, pisarz polityczny, mówca (ur. ?)
- 1615 – Marcantonio Memmo, doża Wenecji (ur. ?)
- 1616 – Matteo da Agnone, włoski kapucyn, mistyk, Sługa Boży (ur. 1563)
- 1617 – Alfons Rodríguez, hiszpański jezuita, mistyk, święty (ur. 1533)
- 1622 – Ulryk, książę szczecinecki i darłowsko-bukowski, biskup pomorskiego Kościoła ewangelickiego (ur. 1589)
- 1651 – Terencjusz Albert O’Brien, irlandzki duchowny katolicki, biskup, męczennik, błogosławiony (ur. 1601)
- 1659 – John Bradshaw, angielski sędzia (ur. 1602)
- 1661 – Mehmed Köprülü, wielki wezyr turecki (ur. ok. 1583)
- 1723 – Kosma III Medyceusz, wielki książę Toskanii (ur. 1642)
- 1732 – Wiktor Amadeusz II, książę Sabaudii, król Sycylii i Sardynii (ur. 1666)
- 1733 – Eberhard Ludwik, książę Wirtembergii (ur. 1676)
- 1744 – Leonardo Leo, włoski kompozytor, organista (ur. 1694)
- 1765 – Wilhelm August Hanowerski, książę Cumberland (ur. 1721)
- 1767 – Petrus Johannes Meindaerts, holenderski duchowny starokatolicki, arcybiskup Utrechtu (ur. 1684)
- 1768 – Francesco Maria Veracini, włoski kompozytor (ur. 1690)
- 1785 – Fryderyk II, landgraf Hesji-Kassel (ur. 1720)
- 1786 – Kasper von Saldern, niemiecki dyplomata (ur. 1711)
- 1793:
  - Jacques Brissot, francuski polityk, rewolucjonista (ur. 1754)
  - Armand Gensonné, francuski polityk, rewolucjonista (ur. 1758)
  - Józef Karczewski, polski szlachcic, polityk (ur. ?)
  - Pierre Vergniaud, francuski polityk, rewolucjonista (ur. 1753)
- 1806:
  - Utamaro Kitagawa, japoński drzeworytnik, malarz (ur. 1753)
  - Sophie Friederike Mereau, niemiecka pisarka, tłumaczka, wydawczyni (ur. 1770)
- 1815 – Helena Apolonia Massalska, polska arystokratka, pamiętnikarka (ur. 1763)
- 1819 – Tadeusz Matuszewicz, polski mówca, publicysta, tłumacz, poeta, krytyk teatralny (ur. 1765)
- 1822 – Jared Ingersoll, amerykański prawnik, polityk (ur. 1749)
- 1832 – Antonio Scarpa, włoski anatom (ur. 1752)
- 1833 – Johann Friedrich Meckel, niemiecki anatom (ur. 1781)
- 1836 – Henryk XIX, książę Reuss-Greiz (ur. 1790)
- 1839 – Piotr Yu Tae-ch’ŏl, koreański męczennik i święty katolicki (ur. 1826)
- 1841 – Georg Anton Friedrich Ast, niemiecki filozof, filolog, wykładowca akademicki (ur. 1778)
- 1842 – Solomon Hirschell, brytyjski rabin aszkenazyjski (ur. 1762)
- 1851 – Piotr II Petrowić-Niegosz, władyka Czarnogóry (ur. 1813)
- 1852 – Edward Bransfield, brytyjski oficer Royal Navy pochodzenia irlandzkiego (ur. ok. 1785)
- 1855 – Florian Adam Skomorowski, polski aktor (ur. 1814)
- 1858 – Carl Thomas Mozart, austriacki pianista, urzędnik (ur. 1784)
- 1860 – Joseph Kornhäusel, austriacki architekt (ur. 1782)
- 1864 – Jan Kanty Wołowski, polski prawnik pochodzenia żydowskiego (ur. 1803)
- 1867 – William Parsons, irlandzki astronom (ur. 1800)
- 1879 – Joseph Hooker, amerykański generał (ur. 1814)
- 1885 – Józef Łubieński, polski ziemianin, działacz gospodarczy, pisarz ekonomiczny i religijny (ur. 1797)
- 1890 – John Strentzel, amerykański lekarz, sadownik, działacz społeczny pochodzenia polskiego (ur. 1813)
- 1891:
  - Konstanty Marian Czartoryski, polski książę, polityk, dyplomata (ur. 1822)
  - Anton Pohlmann, niemiecki teolog katolicki, pedagog, polityk (ur. 1829)
- 1899 – George Thomson, angielski rugbysta (ur. ok. 1857)
- 1900:
  - Eugène Cuvelier, francuski fotograf (ur. 1837)
  - Stanisław Szczepanowski, polski ekonomista, chemik, inżynier, przedsiębiorca naftowy, polityk (ur. 1846)
- 1902 – Wincenty Kuźniewicz, polski architekt (ur. 1846)
- 1905 – Nikołaj Bauman, rosyjski rewolucjonista pochodzenia niemiecko-bałtyckiego (ur. 1873)
- 1906 – Michał Przywara, polski duchowny katolicki, językoznawca, dialektolog, publicysta, folklorysta (ur. 1867)
- 1909 – Edward Jan Habich, polski inżynier, matematyk, uczestnik powstania styczniowego (ur. 1835)
- 1910:
  - Ernst Below, niemiecki lekarz, pisarz (ur. 1845)
  - Jerzy Grycz, polski rolnik, młynarz, działacz społeczny na Śląsku Cieszyńskim (ur. 1855)
  - Barbara Kwilecka, polska działaczka społeczna i narodowa (ur. 1845)
- 1911 – Franciszek Próchnicki, polski polonista, pedagog, dydaktyk, działacz oświatowy (ur. 1847)
- 1912 – Maurycy Dattner, polski przemysłowiec pochodzenia żydowskiego (ur. 1850)
- 1915:
  - Wilhelm Lützow, niemiecki pływak, żołnierz (ur. 1892)
  - Władysław Steinhaus, polski żołnierz, kawaler Orderu Virtuti Militari (ur. 1896)
  - Antoni Zaleski, polski nauczyciel, podoficer Legionów Polskich (ur. 1890)
- 1916:
  - Tina Blau, austriacka malarka pochodzenia żydowskiego (ur. 1845)
  - Huang Xing, chiński rewolucjonista, polityk (ur. 1874)
  - Charles Taze Russell, amerykański kaznodzieja, założyciel Świadków Jehowy (ur. 1852)
- 1917:
  - Witolda Rechniewska, polska lekarka, działaczka socjalistyczna (ur. 1862)
  - Alexander von Winiwarter, austriacko-belgijski chirurg, wykładowca akademicki (ur. 1848)
- 1918:
  - Paweł Jedzink, polski duchowny katolicki, biskup pomocniczy poznański (ur. 1851)
  - Alfred Motté, francuski lekkoatleta, skoczek wzwyż i w dal, żołnierz (ur. 1848)
  - Egon Schiele, austriacki malarz, grafik (ur. 1890)
  - István Tisza, węgierski arystokrata, polityk, premier Węgier (ur. 1861)
- 1921:
  - Albert Adamkiewicz, polski neurolog, neuroanatom, patolog, wykładowca akademicki pochodzenia żydowskiego (ur. 1850)
  - Ferdinand Chalandon, francuski historyk, wykładowca akademicki (ur. 1875)
  - Felix Lewandowsky, niemiecki dermatolog pochodzenia żydowskiego (ur. 1879)
- 1922:
  - Adalbert Bezzenberger, niemiecki językoznawca, indolog, bałtysta, archeolog, etnograf, wykładowca akademicki (ur. 1851)
  - Szymon Matusiak, polski folklorysta, gwaroznawca, pedagog (ur. 1854)
- 1923:
  - Ferdinand Karewski, niemiecki lekarz, chirurg, ortopeda, tajny radca sanitarny (ur. 1858)
  - Bill Lovett, amerykański gangster pochodzenia irlandzkiego (ur. 1892)
- 1924 – Antoni Jastrzębski, polski generał brygady (ur. 1860)
- 1925:
  - Michaił Frunze, rosyjski dowódca wojskowy, działacz bolszewicki (ur. 1885)
  - José Ingenieros, argentyński psychiatra, filozof, pisarz (ur. 1877)
  - Hermann Kuhnt, niemiecki okulista, wykładowca akademicki (ur. 1850)
  - Max Linder, francuski aktor, reżyser filmowy (ur. 1883)
- 1926:
  - Harry Houdini, amerykański iluzjonista pochodzenia żydowskiego (ur. 1874)
  - Anteo Zamboni, włoski anarchista, zamachowiec (ur. 1911)
- 1927:
  - Claudio Castelucho, hiszpański malarz, rzeźbiarz (ur. 1870)
  - Wiera, księżniczka czarnogórska (ur. 1887)
- 1928:
  - Francesco Melchiori, włoski duchowny katolicki, arcybiskup metropolita Durrës w Albanii (ur. 1862)
  - Antoni Suracki, polski sierżant, działacz niepodległościowy (ur. 1896)
- 1929 – Norman Pritchard, indyjski lekkoatleta, sprinter i płotkarz, aktor (ur. 1875)
- 1930 – Irena Stefani, włoska zakonnica, pielęgniarka, misjonarka, błogosławiona (ur. 1891)
- 1931 – Octave Uzanne, francuski pisarz, wydawca, dziennikarz (ur. 1851)
- 1932 – Kipryjan Kandratowicz, rosyjski i białoruski generał, działacz narodowy (ur. 1859)
- 1933:
  - Michał Łabuś, polski major piechoty (ur. 1885)
  - Bernhard Patzak, niemiecki historyk sztuki, wykładowca akademicki (ur. 1873)
- 1936 – Ignacy Daszyński, polski działacz niepodległościowy, polityk socjalistyczny, premier i marszałek Sejmu RP (ur. 1866)
- 1937:
  - Anton Balicki, białoruski działacz narodowy, polityk (ur. 1891)
  - Ralph Connor, kanadyjski pisarz (ur. 1860)
  - Gustav-Adolf Sjöberg, szwedzki strzelec sportowy (ur. 1865)
  - Władimir Worobjow, rosyjski anatom (ur. 1876)
- 1938 – August Gustafsson, szwedzki przeciągacz liny (ur. 1875)
- 1939:
  - Stefan Fliegel, polski piłkarz (ur. 1908)
  - Stanisława Jaworska, polska nauczycielka, działaczka oświatowa, społeczna i harcerska (ur. 1902)
  - Florian Kaja, polski nauczyciel, działacz społeczny (ur. 1895)
  - Leon Nowakowski, polski duchowny katolicki, męczennik, błogosławiony (ur. 1913)
  - Płaton Ojunski, jakucki lingwista, pisarz, nauczyciel, polityk (ur. 1893)
  - Tadeusz Raczkowski, polski agronom, pedagog (ur. 1886)
  - Otto Rank, austriacki psychoanalityk pochodzenia żydowskiego (ur. 1884)
  - Albrecht Wirtemberski, niemiecki feldmarszałek, głowa rodziny Wirtembergów (ur. 1865)
- 1940:
  - Russell Harmer, brytyjski żeglarz sportowy (ur. 1896)
  - John Keating, australijski polityk (ur. 1872)
  - Piotr Klimek, polski duchowny katolicki (ur. 1881)
  - Adam Kukliński, polski polityk, poseł na Sejm RP (ur. 1895)
  - Franciszek Macherski, polski duchowny rzymskokatolicki (ur. 1883)[5]
- 1941:
  - Heywood Edwards, amerykański zapaśnik (ur. 1905)
  - Eduard Karsen, holenderski malarz (ur. 1860)
  - Adam Moraczewski, polski historyk, archiwista (ur. 1907)
  - Herwarth Walden, niemiecki publicysta, wydawca, promotor sztuki (ur. 1878)
- 1942:
  - Orko Sołowiejczyk, polski chirurg pochodzenia żydowskiego (ur. 1865)
  - Paweł Szczygieł, polski duchowny katolicki (ur. 1878)
- 1943:
  - Georg Gehring, niemiecki zapaśnik (ur. 1903)
  - Max Reinhardt, austriacki reżyser teatralny, aktor pochodzenia żydowskiego (ur. 1873)
  - Józef Steinhof, polski działacz ludowy, polityk, poseł na Sejm RP (ur. 1892)
- 1944:
  - Andon Beça, albański przedsiębiorca, polityk (ur. 1879)
  - Krsta Cicvarić, serbski pisarz, dziennikarz (ur. 1879)
  - Henrietta Crosman, amerykańska aktorka (ur. 1861)
  - Zbigniew Matula, polski porucznik AK, cichociemny (ur. 1917)
  - Eugène Richez, francuski łucznik (ur. 1864)
- 1945:
  - Franz-Wilhelm Mach, niemiecki major (ur. 1916)
  - Izaak Rubinsztejn, litewski rabin, polityk, poseł na Sejm i senator RP (ur. 1888)
  - Hieronim Tarnowski, polski ziemianin, polityk, publicysta (ur. 1884)
  - Wincenty Witos, polski działacz ruchu ludowego, polityk, premier RP, publicysta (ur. 1874)
- 1946 – Jan Spychalski, polski malarz, biograf, publicysta (ur. 1893)
- 1947:
  - Rinya Kawamura, japoński patolog, wykładowca akademicki (ur. 1879)
  - Jan Mazurkiewicz, polski psychiatra, psycholog, wykładowca akademicki (ur. 1871)
  - Gjon Pantalia, albański jezuita, nauczyciel, więzień polityczny (ur. 1887)
- 1948:
  - Kazimierz Andrusiewicz, polski kapitan administracji, pedagog (ur. 1894)
  - Milly Steger, niemiecka rzeźbiarka (ur. 1881)
  - Samuel A. Tannenbaum, amerykański historyk literatury, bibliograf, paleograf, szekspirolog pochodzenia węgierskiego (ur. 1874)
- 1949:
  - Édouard Dujardin, francuski pisarz, krytyk literacki (ur. 1861)
  - Edward Stettinius, amerykański polityk (ur. 1900)
- 1950 – Sami al-Hinnawi, syryjski pułkownik (ur. 1896)
- 1952:
  - Adolf Chybiński, polski muzykolog, historyk muzyki, wykładowca akademicki (ur. 1880)
  - Benedykt Hertz, polski pisarz, satyryk, dziennikarz (ur. 1872)
  - Andrzej Oleś, polski malarz (ur. 1886)
- 1953:
  - Bronisław Nowotny, polski kapral artylerii konnej (ur. 1902)
  - Vilmos Nyúl, węgierski piłkarz, trener (ur. 1901)
- 1954 – John Colville, brytyjski arystokrata, polityk (ur. 1894)
- 1955:
  - Gyula Feldmann, węgierski piłkarz, trener pochodzenia żydowskiego (ur. 1880)
  - Faustyn Piasek, polski muzyk, kompozytor, dramaturg, poeta, rzeźbiarz, malarz, pedagog (ur. 1877)
- 1956:
  - Ludwig Eberle, niemiecki malarz, grafik, rzeźbiarz (ur. 1883)
  - César Espinoza, chilijski piłkarz, bramkarz (ur. 1900)
  - Edwin Earle Honey, amerykański mykolog, fitopatolog, wykładowca akademicki (ur. 1891)
  - Ludwik Julian Spiess, polski farmaceuta, przemysłowiec (ur. 1872)
- 1957:
  - Francesco d’Errico, włoski duchowny katolicki, biskup Alghero (ur. 1862)
  - Helena Willman-Grabowska, polska indolog, iranistka, poliglotka, tłumaczka, wykładowczyni akademicka (ur. 1870)
- 1958:
  - Joaquín García Monge, kostarykański prozaik, eseista, nauczyciel, polityk (ur. 1881)
  - Nikołaj Korżeniewski, rosyjski geograf, wykładowca akademicki pochodzenia polsko-litewskiego (ur. 1879)
- 1959:
  - Jan Rataj, polski major, legionista, prawnik, adwokat, polityk, senator RP (ur. 1889)
  - Juliusz Ulrych, polski pułkownik dyplomowany piechoty, polityk, minister komunikacji (ur. 1888)
- 1961:
  - Alberto Chividini, argentyński piłkarz (ur. 1907)
  - Augustus John, walijski malarz (ur. 1878)
  - Marcel Vertès, francuski ilustrator, kostiumograf i scenograf filmowy i teatralny pochodzenia żydowskiego (ur. 1895)
- 1962:
  - Antoni Jan Goetz, polski przemysłowiec, działacz sportowy, polityk, poseł na Sejm RP (ur. 1895)
  - Thomas Holenstein, szwajcarski polityk, prezydent Szwajcarii (ur. 1896)
  - Jack Jones, brytyjski polityk (ur. 1894)
- 1963 – Karol Nitenberg, polski działacz komunistyczny pochodzenia niemieckiego (ur. 1875)
- 1964:
  - Theodore Freeman, amerykański pilot wojskowy, astronauta (ur. 1930)
  - Ladislas J. Meduna, węgiersko-amerykański psychiatra, neurolog, wykładowca akademicki pochodzenia żydowskiego (ur. 1896)
- 1965:
  - Rita Johnson, amerykańska aktorka (ur. 1913)
  - Jan Kowalewski, polski podpułkownik dyplomowany piechoty, kryptolog, matematyk, lingwista, dyplomata, żołnierz wywiadu wojskowego (ur. 1892)
- 1966 – Ruth von Ostau, niemiecka pisarka, poetka (ur. 1899)
- 1968 – Ludwik Ehrlich, polski prawnik, wykładowca akademicki pochodzenia żydowskiego (ur. 1889)
- 1969:
  - Stanisław Buchała, polski lekkoatleta, miotacz (ur. 1896)
  - Marco Antonio Mandruzzato, włoski szpadzista (ur. 1923)
  - Maria Obremba, polska malarka (ur. 1927)
  - Henry Woollett, brytyjski pilot wojskowy, as myśliwski (ur. 1895)
- 1970 – Onezym (Fiestinatow), rosyjski biskup prawosławny (ur. 1900)
- 1971:
  - Tema Kratko, polska działaczka komunistyczna pochodzenia żydowskiego (ur. 1906)
  - Gerhard von Rad, niemiecki teolog luterański, starotestamentowiec (ur. 1901)
- 1972:
  - Tadeusz Fabiański, polski dziennikarz (ur. 1894)
  - Beta Vukanović, serbska malarka, karykaturzystka (ur. 1872)
  - Marian Żychowski, polski historyk, wykładowca akademicki (ur. 1922)
- 1974:
  - Janina Czarnecka, polska architekt-inżynier (ur. 1898)
  - Micheil Cziaureli, gruziński reżyser filmowy (ur. 1894)
- 1976:
  - Minnie Bagelman, amerykańska piosenkarka (ur. 1923)
  - Wiktor Gorzelany, polski chemik, wykładowca akademicki (ur. 1908)
- 1978 – František Šterc, czeski piłkarz (ur. 1912)
- 1979 – Rudolf Kock, szwedzki piłkarz (ur. 1901)
- 1980:
  - Raúl Campero, meksykański jeździec sportowy (ur. 1919)
  - Bolesław Sobociński, polski filozof, logik, wykładowca akademicki (ur. 1906)
  - Jan Werich, czeski aktor, dramaturg, prozaik, tłumacz (ur. 1905)
- 1981 – Alfred Kukk, estoński strzelec sportowy (ur. 1906)
- 1982 – Leon Barański, polski bankier (ur. 1895)
- 1983:
  - George Halas, amerykański futbolista, trener pochodzenia czeskiego (ur. 1895)
  - Sharof Rashidov, uzbecki polityk komunistyczny, pisarz (ur. 1917)
- 1984:
  - Eduardo de Filippo, włoski aktor, scenarzysta filmowy, dramaturg (ur. 1900)
  - Luigi Ferrero, włoski piłkarz, trener (ur. 1904)
  - Indira Gandhi, indyjska polityk, premier Indii (ur. 1917)
- 1985:
  - Kazimierz Kaden (junior), polski balneolog (ur. 1898)
- 1986:
  - Jadwiga Karwasińska, polska historyk, wykładowczyni akademicka (ur. 1900)
  - Robert Mulliken, amerykański chemik, fizyk, laureat Nagrody Nobla (ur. 1896)
- 1988:
  - Roman Fidelski, polski działacz komunistyczny, polityk, minister przemysłu maszynowego pochodzenia żydowskiego (ur. 1912)
  - John Houseman, amerykański aktor, scenarzysta filmowy (ur. 1902)
  - Ken Niles, amerykański spiker radiowy (ur. 1906)
  - George Eugene Uhlenbeck, amerykański fizyk, wykładowca akademicki pochodzenia holenderskiego (ur. 1900)
- 1990 – Aya Kōda, japońska pisarka (ur. 1904)
- 1991:
  - Alexander Frick, liechtenstański polityk, premier Liechtensteinu (ur. 1910)
  - Simon Gjoni, albański kompozytor, dyrygent, muzykolog (ur. 1925)
  - Ella Šárková, czeska aktorka, śpiewaczka (ur. 1906)
- 1992 – Krzysztof Jałtuszewski, polski polityk, poseł na Sejm PRL (ur. 1941)
- 1993:
  - Federico Fellini, włoski reżyser i scenarzysta filmowy (ur. 1920)
  - River Phoenix, amerykański aktor, muzyk (ur. 1970)
  - Anatolij Woronow, radziecki podpułkownik lotnictwa, kosmonauta (ur. 1930)
- 1994 – Kazimierz Adamczak, polski żużlowiec (ur. 1954)
- 1995:
  - Alan Bush, brytyjski kompozytor, dyrygent (ur. 1900)
  - Jan Jargoń, polski organista, kompozytor (ur. 1928)
  - Henry Percy, brytyjski arystokrata, posiadacz ziemski (ur. 1953)
  - Ermanno Pignatti, włoski sztangista (ur. 1921)
  - Bill Rowling, nowozelandzki polityk, premier Nowej Zelandii (ur. 1927)
  - Mirosław Szonert, polski aktor (ur. 1926)
- 1996 – Marcel Carné, francuski reżyser filmowy (ur. 1906)
- 1997:
  - Bram Appel, holenderski piłkarz (ur. 1921)
  - Tadeusz Janczar, polski aktor (ur. 1926)
  - George Roth, amerykański gimnastyk (ur. 1911)
- 1998 – Maria Izabela Salvat y Romero, hiszpańska zakonnica, święta (ur. 1926)
- 1999:
  - August Chełkowski, polski fizyk, polityk, marszałek Senatu RP (ur. 1927)
  - Kazimiera Szyszko-Bohusz, polska aktorka (ur. 1916)
- 2000:
  - Jan Bobrowicz, polski generał brygady (ur. 1928)
  - Kazuki Watanabe, japoński gitarzysta, członek zespołu Raphael (ur. 1981)
- 2001:
  - Régine Cavagnoud, francuska narciarka alpejska (ur. 1970)
  - Wiktor Naumowicz, polski tenisista ziemny i stołowy (ur. 1933)
  - Richard Martin Stern, amerykański pisarz (ur. 1915)
- 2002:
  - Anton Malloth, niemiecki funkcjonariusz i zbrodniarz nazistowski (ur. 1912)
  - Nikołaj Rodin, radziecki pułkownik pilot (ur. 1923)
  - Michail Stasinopulos, grecki prawnik, wykładowca akademicki, polityk, prezydent Grecji (ur. 1903)
  - Raf Vallone, włoski piłkarz, aktor, dziennikarz (ur. 1916)
- 2003:
  - Rodolfo Dávila, meksykański zapaśnik (ur. 1929)
  - August Hollenstein, szwajcarski strzelec sportowy (ur. 1920)
  - Kamato Hongō, japońska superstulatka (ur. 1887?)
  - José Juncosa, hiszpański piłkarz. trener (ur. 1922)
  - Stefan Leder, polski psychiatra, wykładowca akademicki pochodzenia żydowskiego (ur. 1919)
  - Antonio Medina García, hiszpański szachista (ur. 1919)
  - Karel Paulus, czeski siatkarz, trener (ur. 1933)
- 2004:
  - Mari Aldon, litewsko-amerykańska tancerka baletowa, aktorka (ur. 1925)
  - Leonid Griekow, radziecki polityk, dyplomata (ur. 1928)
  - Anna Jankowska-Kłapkowska, polska ekonomistka, wykładowczyni akademicka (ur. 1925)
  - Walentin Nikołajew, rosyjski zapaśnik (ur. 1924)
- 2005:
  - Henryk Burzec, polski rzeźbiarz (ur. 1919)
  - Achilles Długajczyk, polsko-amerykański biochemik, wykładowca akademicki (ur. 1930)
- 2006:
  - Pieter Willem Botha, południowoafrykański polityk, premier i prezydent RPA (ur. 1916)
  - Bajmirza Hait, turkiestański historyk, sowietolog, wykładowca akademicki, emigrant (ur. 1917)
  - Mariusz Kozioł, polski wokalista, kompozytor, aranżer, instrumentalista, aktor, lektor telewizyjny i radiowy (ur. 1965)
  - Eugeniusz Olechowski, polski rzeźbiarz (ur. 1947)
  - Roland Weisselberg, niemiecki pastor (ur. 1933)
- 2007:
  - Ray Gravell, walijski rugbysta, komentator telewizyjny (ur. 1951)
  - Erdal İnönü, turecki fizyk, wykładowca akademicki, polityk (ur. 1926)
- 2008 – Studs Terkel, amerykański aktor, pisarz, historyk, dziennikarz radiowy pochodzenia żydowskiego (ur. 1912)
- 2009:
  - Qian Xuesen, chiński naukowiec, specjalista w dziedzinach aeronautyki i astronautyki (ur. 1911)
  - Jan Wejchert, polski przedsiębiorca (ur. 1950)
- 2010:
  - Manfred Bock, niemiecki lekkoatleta, wieloboista (ur. 1941)
  - Vito Lattanzio, włoski lekarz, polityk (ur. 1926)
  - Maurice Lucas, amerykański koszykarz (ur. 1952)
  - Wilibald Winkler, polski naukowiec, polityk, dyplomata, wiceminister edukacji, wojewoda śląski (ur. 1933)
- 2011:
  - Flórián Albert, węgierski piłkarz (ur. 1941)
  - Gilbert Cates, amerykański reżyser i producent filmowy (ur. 1934)
  - Alfred Hilbe, liechtensteiński polityk, premier Liechtensteinu (ur. 1928)
  - Roberto Lippi, włoski kierowca wyścigowy (ur. 1926)
  - Ali Saibou, nigerski polityk, prezydent Nigru (ur. 1940)
- 2012:
  - Gae Aulenti, włoska architekt, dekoratorka wnętrz (ur. 1927)
  - Alfons Demming, niemiecki duchowny katolicki, biskup Münster (ur. 1928)
  - John Fitch, amerykański kierowca wyścigowy (ur. 1917)
  - Faustino Sainz Muñoz, hiszpański duchowny katolicki, nuncjusz apostolski (ur. 1937)
  - Konstantin Wyrupajew, rosyjski zapaśnik (ur. 1930)
- 2013:
  - Jerzy Kusiak, polski polityk (ur. 1921)
  - Henryk Markiewicz, polski historyk i teoretyk literatury (ur. 1922)
  - Gérard de Villiers, francuski pisarz (ur. 1929)
- 2014:
  - Sofron Mudry, ukraiński duchowny greckokatolicki, biskup (ur. 1923)
  - Barbara Szpyt, polska siatkarka (ur. 1929)
- 2015:
  - Ants Antson, estoński łyżwiarz szybki (ur. 1938)
  - Tadeusz Jodłowski, polski grafik, plakacista, scenograf (ur. 1925)
  - David Shugar, polsko-kanadyjski biofizyk, wykładowca akademicki (ur. 1915)
- 2016 – Silvio Gazzaniga, włoski rzeźbiarz (ur. 1921)
- 2017 – Abubakari Yakubu, ghański piłkarz (ur. 1981)
- 2018:
  - Tadeusz Kraus, czeski piłkarz (ur. 1932)
  - Willie McCovey, amerykański baseballista (ur. 1938)
- 2019 – Roger Morin, amerykański duchowny katolicki, biskup Biloxi (ur. 1941)
- 2020:
  - Sean Connery, brytyjski aktor (ur. 1930)
  - Jerzy Czepułkowski, polski nauczyciel, samorządowiec, polityk, poseł na Sejm RP (ur. 1952)
  - Betty Dodson, amerykańska feministka, edukator seksualna, autorka książek na temat seksualności (ur. 1929)
  - MF Doom, amerykański raper (ur. 1971)
  - Arturo Lona Reyes, meksykański duchowny katolicki, biskup Tehuantepec (ur. 1925)
  - Marius Žaliūkas, litewski piłkarz (ur. 1983)
- 2021:
  - Dogan Akhanli, turecki pisarz (ur. 1957)
  - Catherine Tizard, nowozelandzka polityk, gubernator generalna (ur. 1931)
  - Andrzej Zaorski, polski aktor, artysta kabaretowy (ur. 1942)
  - Włodzimierz Trams, polski koszykarz (ur. 1944)
- 2022:
  - Gentil Delázari, brazylijski duchowny katolicki, biskup Sinop (ur. 1940)
  - José Nambi, angolski duchowny katolicki, biskup Kwito-Bié (ur. 1949)
  - Andrew Prine, amerykański aktor (ur. 1936)
- 2023:
  - Mohamed Ahmed Alin, somalijski polityk, prezydent Galmudugu (ur. 1951)
  - Tyler Christopher, amerykański aktor (ur. 1972)
  - Cezary Dąbrowski, polski ekonomista, polityk, prezydent Sopotu wojewoda pomorski (ur. 1941)
  - Thomas Mattingly, amerykański pilot wojskowy, astronauta (ur. 1936)
  - Oleg Protopopow, rosyjski łyżwiarz figurowy (ur. 1932)
  - Elmar Wepper, niemiecki aktor (ur. 1944)
- 2024:
  - Baselios Thomas I, indyjski duchowny, biskup Angamali, zwierzchnik Malankarskiego Syryjskiego Kościoła Ortodoksyjnego (ur. 1929)
  - Greg Hildebrandt, amerykański ilustrator, plakacista (ur. 1939)
  - Jean-Pierre Lasota-Hirszowicz, francuski astronom, fizyk teoretyczny, wykładowca akademicki (ur. 1942)
  - Wiesław Łukaszewski, polski psycholog (ur. 1940)